# Communauté de communes du Pays de Mortagne au Perche
La communauté de communes du Pays de Mortagne au Perche est une communauté de communes française du Perche, située dans le département de l'Orne et la région Normandie.

## Historique
Le 1er janvier 1995, vingt-cinq communes se regroupent et créent la communauté des communes du Bassin de Mortagne-au-Perche. L'objectif est « de mettre en commun les efforts destinés à développer les activités et la vie communale en général, à la fois dans le domaine économique et social ». Elle se compose des vingt-trois communes des anciens cantons de Mortagne-au-Perche et de Bazoches-sur-Hoesne, ainsi que deux communes de cantons voisins (Sainte-Scolasse-sur-Sarthe du canton de Courtomer et Le Pin-la-Garenne du canton de Pervenchères).
La communauté de communes n'est qu'une continuité du SIVU des Gaillons (syndicat intercommunal à vocation unique), créé en 1993, et regroupant alors vingt-et-une communes. L'objectif du SIVU était de créer une zone artisanale autour du projet d'aménagement de la RN12 en 2×2 voies.
En 2003, la commune de Sainte-Scolasse a déjà quitté la communauté de communes de Mortagne (vingt-quatre communes) et s'est rattachée à la communauté de communes du Pays de Courtomer. En 2007, la communauté de communes s'agrandit et accueille La Chapelle-Montligeon, puis en 2008 Saint-Langis-lès-Mortagne et Parfondeval. Ainsi, avec vingt-sept communes, la communauté de communes « regroupe un peu plus de 14 000 habitants sur un territoire qui représente 309,24 km2 ».
Le 1er janvier 2013, la communauté s'agrandit en accueillant quatre appartenant à la communauté de communes du Pays de Pervenchères : Bellavilliers, Montgaudry, Pervenchères et Saint-Jouin-de-Blavou, ainsi que les communes de Coulimer, Saint-Aquilin-de-Corbion et Saint-Martin-des-Pézerits. En échange, la commune de Buré est contrainte de quitter la communauté de communes du Bassin de Mortagne-au-Perche et doit, sur arrêté préfectoral, se rattacher à la communauté de communes de la Vallée de la Haute Sarthe.
Le 6 juin 2017, elle change de nom pour devenir la « communauté de communes du Pays de Mortagne-au-Perche ».

## Territoire communautaire

### Géographie
Située dans le sud du département de l'Orne, la communauté de communes du Pays de Mortagne au Perche regroupe 33 communes et s'étend sur 402,4 km2.

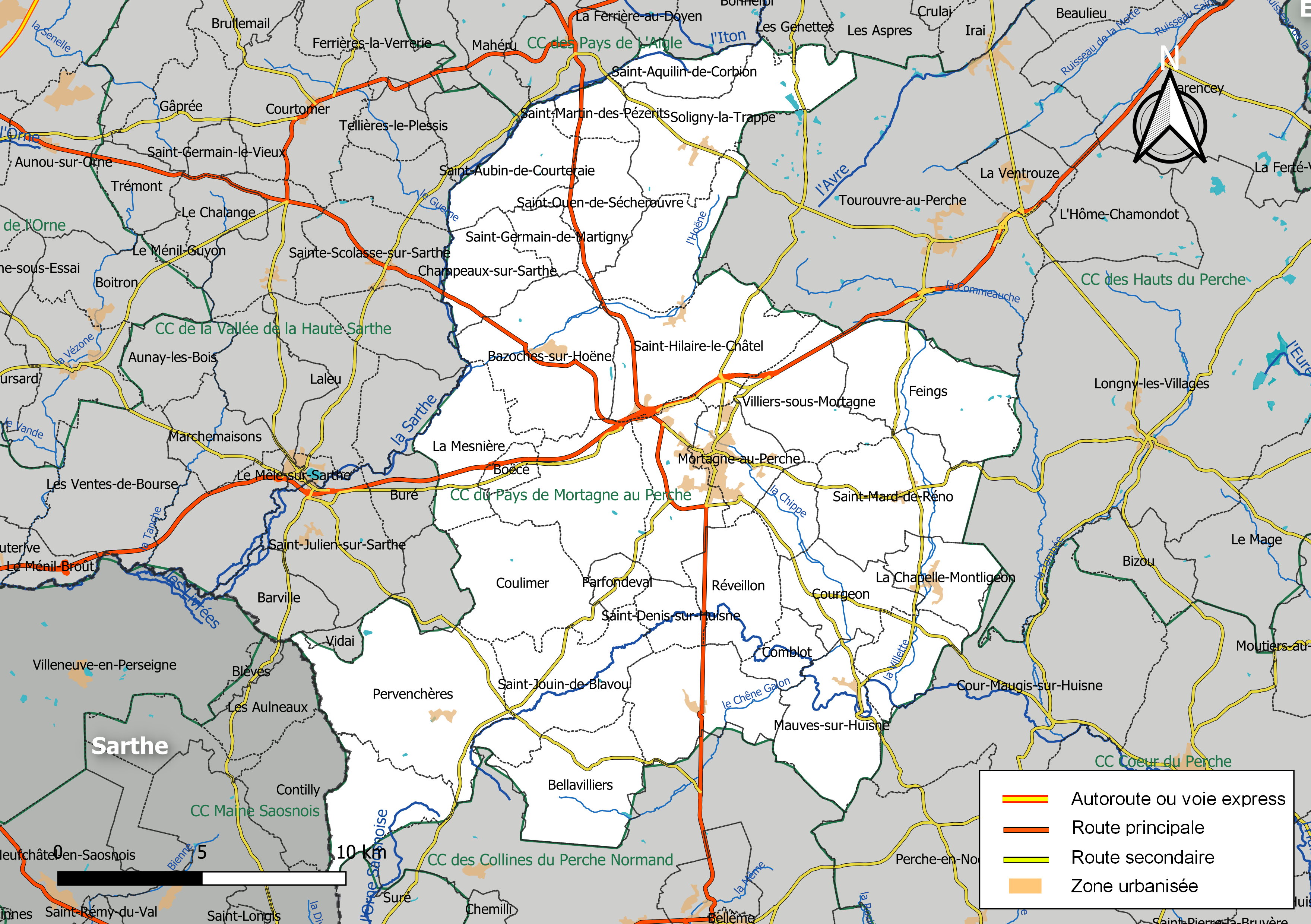
Carte de la communauté de communes du Pays de Mortagne au Perche au 1er janvier 2019.

### Composition
La communauté de communes est composée des 33 communes suivantes :

| Nom                         | Code Insee | Gentilé           | Superficie (km2) | Population (dernière pop. légale) | Densité (hab./km2) |
| --------------------------- | ---------- | ----------------- | ---------------- | --------------------------------- | ------------------ |
| Mortagne-au-Perche (siège)  | 61293      | Mortagnais        | 8,6              | 3 857 (2022)                      | 448                |
| Bazoches-sur-Hoëne          | 61029      | Bazochéens        | 21,44            | 833 (2022)                        | 39                 |
| Bellavilliers               | 61037      | Bellavillersois   | 15,73            | 135 (2022)                        | 8,6                |
| Boëcé                       | 61048      | Boëcéens          | 2,41             | 125 (2022)                        | 52                 |
| Champeaux-sur-Sarthe        | 61087      | Champeliens       | 9,49             | 160 (2022)                        | 17                 |
| La Chapelle-Montligeon      | 61097      | Montligeonnais    | 8,33             | 510 (2022)                        | 61                 |
| Comblot                     | 61113      | Comblotais        | 4,31             | 61 (2022)                         | 14                 |
| Corbon                      | 61118      | Corbonnais        | 8,38             | 112 (2022)                        | 13                 |
| Coulimer                    | 61121      | Coulimerois       | 17,19            | 292 (2022)                        | 17                 |
| Courgeon                    | 61129      | Courgeonnais      | 10,41            | 351 (2022)                        | 34                 |
| Courgeoût                   | 61130      | Courgeoûtiens     | 17,82            | 460 (2022)                        | 26                 |
| Feings                      | 61160      | Féniliens         | 20,24            | 191 (2022)                        | 9,4                |
| Loisail                     | 61229      | Loisaillais       | 5,16             | 134 (2022)                        | 26                 |
| Mauves-sur-Huisne           | 61255      | Malvaisiens       | 14,26            | 524 (2022)                        | 37                 |
| La Mesnière                 | 61277      | Mesnérois         | 12,26            | 277 (2022)                        | 23                 |
| Montgaudry                  | 61286      | Montgaudriens     | 11,05            | 99 (2022)                         | 9                  |
| Parfondeval                 | 61322      | Parfondevalais    | 3,1              | 104 (2022)                        | 34                 |
| Pervenchères                | 61327      | Pervenchérois     | 28,35            | 342 (2022)                        | 12                 |
| Le Pin-la-Garenne           | 61329      | Pinnois           | 15,88            | 619 (2022)                        | 39                 |
| Réveillon                   | 61348      | Réveillonnais     | 11,66            | 356 (2022)                        | 31                 |
| Saint-Aquilin-de-Corbion    | 61363      | Saint-Aquilinois  | 6,1              | 54 (2022)                         | 8,9                |
| Saint-Aubin-de-Courteraie   | 61367      | Saint-Aubinois    | 10,05            | 130 (2022)                        | 13                 |
| Saint-Denis-sur-Huisne      | 61381      | Dionysiens        | 4,59             | 60 (2022)                         | 13                 |
| Saint-Germain-de-Martigny   | 61396      | Germanomartignais | 3,89             | 83 (2022)                         | 21                 |
| Saint-Hilaire-le-Châtel     | 61404      | Saint-Hilairiens  | 22,34            | 668 (2022)                        | 30                 |
| Saint-Jouin-de-Blavou       | 61411      | Joviniens         | 17,71            | 307 (2022)                        | 17                 |
| Saint-Langis-lès-Mortagne   | 61414      | Langissois        | 12,61            | 871 (2022)                        | 69                 |
| Saint-Mard-de-Réno          | 61418      | Saint-Mardais     | 19,13            | 397 (2022)                        | 21                 |
| Saint-Martin-des-Pézerits   | 61425      |                   | 4,66             | 121 (2022)                        | 26                 |
| Saint-Ouen-de-Sécherouvre   | 61438      | Audoniens         | 10,15            | 159 (2022)                        | 16                 |
| Sainte-Céronne-lès-Mortagne | 61373      | Céronnais         | 12,55            | 249 (2022)                        | 20                 |
| Soligny-la-Trappe           | 61475      | Solignois         | 19,5             | 633 (2022)                        | 32                 |
| Villiers-sous-Mortagne      | 61507      |                   | 13,04            | 241 (2022)                        | 18                 |

## Administration
| Période      | Période       | Identité            | Étiquette | Qualité |
| ------------ | ------------- | ------------------- | --------- | --- |
| janvier 1995 | avril 2001    | Jean-Jacques Beuzit | SE        | Président du SIVU des Gaillons (1993 - 31 décembre 1994), maire de Saint-Hilaire-le-Châtel                                                           |
| avril 2001   | décembre 2012 | Jean-Claude Lenoir  | UMP       | Sénateur (depuis 2011), député (1993-2011), maire de Mortagne-au-Perche (1989-2014), conseiller régional (1986-2001), conseiller général (1981-1993) |

| Période      | Période  | Identité            | Étiquette | Qualité |
| ------------ | -------- | ------------------- | --------- | --- |
| janvier 2013 | En cours | Jean-Claude Lenoir, | UMP-LR    | Sénateur (2011-2017), député (1993-2011), maire de Mortagne-au-Perche (1989-2014), conseiller régional (1986-2001), conseiller général (1981-1993) |

### Les missions

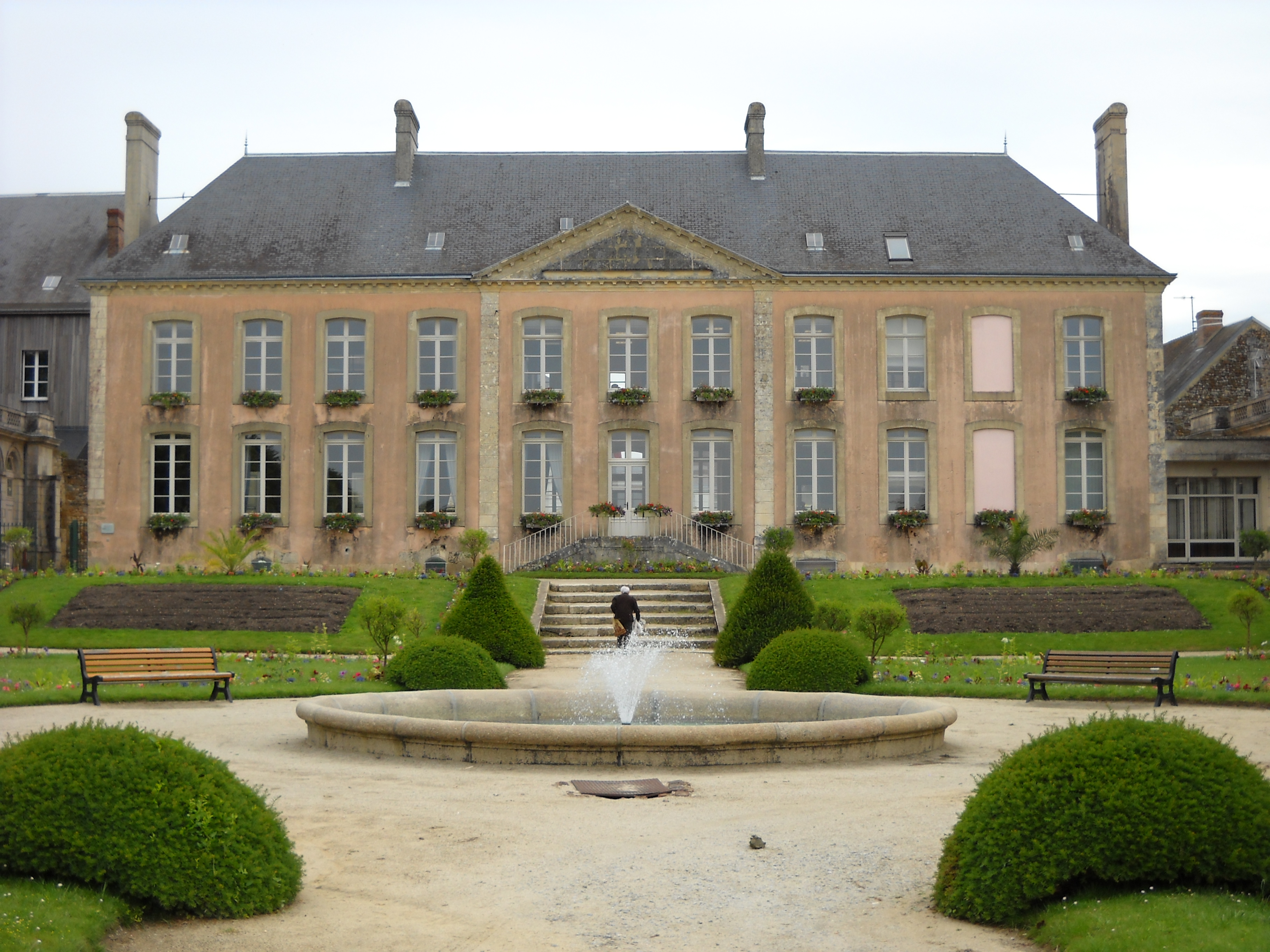
L'hôtel de ville de Mortagne-au-Perche. Le1er étage rassemble tous les bureaux de la communauté des communes.

Au fil du temps, la communauté des communes a acquis plusieurs compétences, notamment (entre autres) :
- la compétence scolaire, avec la gestion et la construction d'écoles publiques intercommunales (à Bazoches-sur-Hoesne, Mauves-sur-Huisne, Mortagne-au-Perche, Saint-Hilaire-le-Châtel, Soligny-la-Trappe). Elle participe au budget "fonctionnement" des écoles privées (Bignon à Mortagne, Notre-Dame à La Chapelle-Montligeon).
- la compétence urbanisme, avec la mise en place de PLU (Plan Local d'Urbanisme).
- la compétence économique, avec l'aménagement des zones industrielles (Les Gaillons, qui accueille notamment l'imprimerie de Montligeon) ou artisanales, mais aussi la gestion de la maison des entreprises.
- la compétence voirie, avec l'entretien des voies communales et des chemins.
- La compétence environnement, avec la construction et l'entretien de stations d'épuration, et la vérification des fosses septiques (dans le cadre du spanc). S'ajoute l'entretien des rivières.
- la compétence culture, qui gère notamment le Carré du Perche (salle de spectacle départementale, voire interdépartementale)
- la compétence sport, qui a permis de construire la nouvelle piscine intercommunale et d'obtenir une piste synthétique au stade.

## Démographie
| 1999   | 2009   | 2010   | 2015   | 2018   |
| ------ | ------ | ------ | ------ | ------ |
| 13 413 | 13 477 | 14 753 | 14 106 | 13 670 |

- sources: Pour 1999 et 2009[14].
- Rappel:
  - En 1999, la CdC de Mortagne compte 25 communes (dont Sainte-Scolasse, qui part en 2003).
  - En 2009, la CdC de Mortagne compte 27 communes (dont 3 nouvelles: La Chapelle-Montligeon, Parfondeval et Saint-Langis-lès-Mortagne).
  - En 2013, la CdC de Mortagne compte 33 communes (dont 7 nouvelles: Bellavilliers, Coulimer, Montgaudry, Pervenchères, Saint-Aquilin-de-Corbion, Saint-Jouin-de-Blavou, Saint-Martin-des-Pézerits; et Buré qui quitte la CdC de Mortagne pour être rattachée à la CdC du pays mêlois).

### Démographie scolaire
La communauté de communes a la compétence scolaire sur le territoire de toutes les communes.
| Année      | École publique | École privée | Collège Émile-Chartier | Collège Bignon | Lycée Jean-Monnet | Lycée Bignon | MFR "Canin" | MFR "service" | Total        |
| ---------- | -------------- | ------------ | ---------------------- | -------------- | ----------------- | ------------ | ----------- | ------------- | ------------ |
| 2011-2012  | 984 élèves     | 366 élèves   | 548 collégiens         | 331 collégiens | 562 lycéens       | 139 lycéens  | 272 élèves  | 152 élèves    | 3 354 élèves |
| 2012-2013, | 1 014 élèves   | 366 élèves   | - collégiens           | - collégiens   | - lycéens         | - lycéens    | 350 élèves  | - élèves      | - élèves     |

Les écoles publiques se constituent des écoles de Bazoches-sur-Hoesne, Auguste Chartier du Pin-la-Garenne, Mauves-sur-Huisne, Puyraveau, Chartrage et Aristide Briand à Mortagne-au-Perche, Saint-Hilaire - Sainte-Céronne, Saint-Langis-les-Mortagne, Soligny-la-Trappe. 
Les écoles privées se composent des écoles Notre-Dame de La Chapelle et de l'école Bignon (site Jeanne-d'Arc).